# كامبايناس
بلدية كامبينس (بالكاتالانية: Campins) هي إحدى بلديات مقاطعة برشلونة, والتي تقع في منطقة كاتالونيا، شرق إسبانيا.
يبلغ عدد سكانها 378 نسمة وفقاً لإحصائية سنة (2007).